# 羅利·科奇瑞恩
羅利·科奇瑞恩（英語：Rory Cochrane，1972年2月28日—）是美國的一位演員。他最著名的作品是在電影《年少輕狂》中飾演Ron Slater，以及在電視劇《CSI犯罪現場：邁阿密》中飾演Tim Speedle角色。

## 外部連結
- 羅利·科奇瑞恩在互联网电影资料库（IMDb）上的資料（英文）
- 在AllMovie上羅利·科奇瑞恩的頁面（英文）